# Iglesia de San Julián Obispo (Burgos)
La iglesia parroquial de San Julián Obispo es un templo católico de la ciudad española de Burgos consagrada el día 9 de junio de 1974. Fue construida entre noviembre de 1975 y septiembre de 1977 por los arquitectos Pedro Gutiérrez Ruiz y Pedro Silleras Alonso Celada.

## Descripción
El diseño de la iglesia es funcional, con una composición clara y elementos constructivos de origen industrial y a cara vista. La planta rectangular es de dos naves y el presbiterio se encuentra entre ambas. La nave central es más alta y más ancha que la lateral y tiene un ventanal corrido con vidrieras, creado con el propósito de captar la mayor luz posible. Los materiales del edificio son el hormigón armado, ladrillo macizo y aluminio.
Como obra de arte, destaca un cristo gótico de buena factura y considerable tamaño que preside el templo y que perteneció a la iglesia parroquial de San Mamés de Villatuelda, municipio del Valle del Esgueva.
Situada en la zona sur de la ciudad, tiene en sus cercanías el Real Monasterio de San Agustín y las parroquias de San Cosme y San Damian, San Pedro y San Felices, la Santa Cruz y San José Obrero.

## Horario de ceremonias religiosas
- Domingos y festivos: misas a las 10:00 h., 11:30 h., 13:00 h. y 20:00 h.
- Laborables (verano): misas a las 11:00 h. y 20:00 h.
- Laborables (invierno): misas a las 10:00 h., 11:00 h. y 20:00 h.